# Praravinia urophylloides
Praravinia urophylloides är en måreväxtart som beskrevs av Theodoric Valeton. Praravinia urophylloides ingår i släktet Praravinia och familjen måreväxter. Inga underarter finns listade i Catalogue of Life.